# Bắc Ngụy Văn Thành Đế
Bắc Ngụy Văn Thành Đế (chữ Hán: 北魏文成帝; 440–465), tên húy là Thác Bạt Tuấn (tiếng Trung: 拓拔濬; bính âm: Tuòbá Jùn), là hoàng đế thứ năm của triều đại Bắc Ngụy trong lịch sử Trung Quốc. Ông đăng cơ sau khi hoạn quan Tông Ái (宗愛) ám sát tổ phụ Thái Vũ Đế và thúc phụ Thác Bạt Dư, ông đã cho phép người dân Bắc Ngụy nghỉ ngơi sau khi họ phải trải qua thời gian áp dụng chính sách bành trướng của tổ phụ, ông cũng tiến hành cải cách luật pháp theo hướng khoan dung hơn.

## Bối cảnh
Thác Bạt Tuấn sinh năm 440, khi đó cha của ông Thác Bạt Hoảng đang là Thái tử dưới thời phụ hoàng Thái Vũ Đế. Mẹ ông là Uất Cửu Lư tiêu phòng, bà là em gái của tướng Uất Cửu Lư Bì (郁久閭毗), một thành viên của hoàng tộc Nhu Nhiên song đã đầu hàng Bắc Ngụy. Khi còn nhỏ, ông được tổ phụ Thái Vũ Đế rất yêu mến, và thường đi cùng với Thái Vũ Đế thậm chí cả trong các chiến dịch quân sự. Mặc dù không có tước hiệu chính thức nào, Thác Bạt Tuấn được biết đến như là đích hoàng tôn (嫡皇孫). Cha của ông Thác Bạt Hoảng mất vào năm 451 do lâm bệnh vì sợ hãi trước lời vu cáo của hoạn quan Tông Ái. Khoảng tết năm 452, Thái Vũ Đế lập ông là Cao Dương vương, nhưng sau đó đã xem xét lại và tin rằng một tước hiệu hoàng gia không thích hợp với người cháu đích tôn, và do đó đã hủy bỏ tước hiệu, thể hiện một cách mạnh mẽ rằng Thái Vũ Đế định để Thác Bạt Tuấn làm người kế vị mình.
Tuy nhiên, Tông Ái lo sợ rằng Thái Vũ Đế sẽ trừng phạt ông ta vì tội vu cáo Thái tử nên đã ra tay ám sát Thái Vũ Đế vào mùa xuân năm 452, sau đó bỏ qua Thác Bạt Tuấn và lập một em trai của Thác Bạt Hoảng là Nam An Vương Thác Bạt Dư lên ngôi hoàng đế. Tông Ái kiểm soát toàn bộ các vấn đề quan trọng của đất nước. Thác Bạt Dư không chịu được sự kiêu ngạo của Tông và đã cố rằng tách Tông ra khỏi quyền lực vào mùa thu năm 452, tuy nhiên, Tông đã lại ám sát Thác Bạt Dư. Tuy nhiên, các quan Độc Cô Ni (獨孤尼), Nguyên Hạ, Bạt Bạt Khát Hầu (拔拔渴侯), và Bộ Lục Cô Li (步六孤麗) sau đó đã lật đổ và giết chết Tông Ái, họ lập Thác Bạt Tuấn làm hoàng đế ở tuổi 12, tức Văn Thành Đế.

## Thời kỳ đầu trị vì
Ngay sau khi Văn Thành Đế lên ngôi, các triều thần cấp cao đã bắt đầu các cuộc đấu tranh chống đối lẫn nhau, và trong nhiều năm nhiều quan đã bị sát hại. Họ bao gồm các quan cấp cao nắm quyền từ thời Thái Vũ Đế cũng như những người đã đóng góp nhiều trong việc đưa Văn Thành Đế lên ngôi: Thác Bạt Thọ Lạc (拓拔壽樂); Bạt Bạt Khát Hầu, Thổ Hề Bật (吐奚弼), Trương Lê (張黎), Thác Bạt Chu Nữu (拓拔周忸), Độc Cô Hồn Nguyên Bảo (獨孤渾元寶), Thác Bạt Sùng (拓拔崇) thúc tổ của Văn Thành Đế, và con trai ông là Thác Bạt Li (拓拔麗), Uất Cửu Lư Nhược Văn (郁久閭若文), Thác Bạt Nhân (拓拔仁), Thác Bạt Bạt (拓拔拔).
Nguyên Hạ và Bộ Lục Cô Ni có vẻ như là những người chiến thắng trong các cuộc đấu tranh này, họ không những không phải chịu những điều tồi tệ trong cuộc đấu tranh nội bộ, mà còn trở nên kỳ được tôn kính trong thời gian trị vì cuối của Văn Thành Đế. Cả hai người và Độc Cô Ni đều được phong vương. Không rõ bản thân Văn Thành Đế có tự mình tham gia vào các cuộc đấu tranh này hay không, song các chiếu chỉ được ban ra có ghi tên ông. Uất Trì Quyến (尉遲眷), là một tướng đã được phong thưởng dưới thời Thái Vũ Đế, nay cũng trở nên mạnh mẽ.
Một đặc trưng khác của Văn Thành Đế là ông thường đi kinh lý các châu trên khắp đế quốc của mình.
Mùa đông năm 452, mẹ của Văn Thành Đế là Uất Cửu Lư tiêu phòng qua đời, ông truy tôn cha và mẹ là hoàng đế và hoàng hậu.
Khoảng tết năm 453, Văn Thành Đế, một Phật tử, đã chính thức kết thúc những luật cấm chống lại Phật giáo mà Thái Vũ Đế đã lập ra vào năm 445 (là điều đầu tiên trong họa Tam Vũ), và đích thân ông đã thực hiện việc cạo đầu cho năm sư tăng. Tuy nhiên, theo truyền thống do Thái Vũ Đế đã lập ra, ông cũng công khai nhận một bùa hộ mệnh Đạo giáo vào mùa xuân năm 454.
Vào mùa xuân năm 453, Văn Thành Đế phong cho nhũ mẫu của mình là thái hậu, và đối đãi với các huynh đệ của bà như thể các thúc bác ruột của mình.
Mùa thu năm 454, chính thê của Văn Thành Đế là Lý Trường Lạc đã hạ sinh một hoàng tử, được đặt tên là Thác Bạt Hoằng. Lý phu nhân là trưởng nữ của Lý gia phủ thượng thư, là người do mẫu thân Văn Thành Đế lựa chọn năm đó cho ông. Năm 456, ông lập một thê thiếp khác, Phùng Thục Nghi làm hoàng hậu và lập Thác Bạt Hoằng làm thái tử và sau đó, theo đúng truyền thống của Bắc Ngụy, ông đã ra lệnh cho Lý phu nhân phải tự vẫn.
Mùa đông năm 458, Văn Thành Đế mở một chiến dịch lớn tấn công Nhu Nhiên, song đã tính đến việc từ bỏ khi quân của ông gặp phải một cơn bão tuyết. Tuy nhiên, do nghe lời thúc giục của Uất Trì Quyến (lập luận rằng rút quân sẽ thể hiện sự yếu đuối trước quân Nhu Nhiên), Văn Thành Đế vẫn tiếp tục chiến dịch. Mặc dù không thể giáng cho Xử khả hãn Uất Cửu Lư Thổ Hạ Chân của Nhu Nhiên một thất bại lớn, song đã có một số thành viên các bộ lạc Nhu Nhiên đầu hàng. Trong khi đó, lúc ông vắng mặt, các tướng Phong Sắc Văn (封敕文) và Bì Báo Tử (皮豹子) của Bắc Ngụy đã giao chiến với quân Lưu Tống gần Tế Thủy (濟水, nay là một phần dòng chảy của Hoàng Hà), kết quả là bất phân thắng bại.

## Thời kỳ trị vì cuối
Vào mùa hè năm 460, nhũ mẫu của Văn Thành Đế qua đời.
Cũng trong mùa hè năm 460, theo lời cố vấn của Định Dương hầu Tào An (曹安), Văn Thành Đế mở một cuộc tấn công lớn nhằm vào vương quốc Thổ Dục Hồn của Mộ Dung Thập Dần (慕容拾寅), Mộ Dung Thập Dần đã khiến Bắc Ngụy nổi giận khi chấp thuận sự bổ nhiệm của cả Bắc Ngụy và Lưu Tống và do ông ta đã phô trương sự giàu có của mình. Các tướng chỉ huy là Thác Bạt Tân Thành (拓拔新成, em trai Văn Thành Đế) và Nam quận công Lý Huệ (李惠). Tuy nhiên, mặc dù quân Bắc Ngụy đã bắt được một số lượng lớn gia súc, song Mộ Dung Thập Dần đã nhận được cảnh báo từ trước và đã chạy kịp vào vùng núi, quân Bắc Ngụy cũng bị mắc bệnh.
Năm 464, khi đang kinh lý các vùng khác nhau của đất nước, Văn Thành Đế đã đích thân tham dự một buổi lễ cúng tế thượng đế của bộ lạc Cao Xa, và người dân Cao Xa đã rất hài lòng.
Vào mùa hè năm 465, Văn Thành Đế qua đời và Thái tử Thác Bạt Hoằng lên kế vị (tức Hiến Văn Đế). Tuy nhiên, quyền lực đã nhanh chóng rơi vào tay viên quan Ất Phất Hồn (乙弗渾), người này đã cố gắng độc chiếm quyền lực song đã bị các quan khác giết chết, trong số đó có Bộ Lục Cô Li, song đến năm 465, Bộ Lục Cô lại bị Phùng Thái hậu (vợ của Văn Thành Đế) phục kích.

## Thông tin cá nhân
- Cha: Thái tử Thác Bạt Hoảng
- Mẹ: Uất Cửu Lư tiêu phòng, được truy tôn Hoàng hậu
- Hậu phi:
  - Văn Thành Văn Minh hoàng hậu Phùng thị, cháu nội Phùng Hoằng
  - Quý nhân Lý thị, sau truy tôn Văn Thành Nguyên hoàng hậu.
  - Phu nhân Lý thị
  - Phu nhân Tào thị
  - Phu nhân Thư Cừ thị
  - Phu nhân Ất thị
  - Phu nhân Duyệt thị
  - Phu nhân Huyền thị
- Hậu duệ:
  - Hiến Văn Đế Thác Bạt Hoằng, Lý quý nhân sinh
  - An Lạc Lệ vương Thác Bạt Trường Lạc (拓跋長樂), Lý phu nhân sinh
  - Quảng Xuyên Trang vương Thác Bạt Lược (拓跋略), Tào phu nhân sinh
  - Tề quận Thuận vương Thác Bạt Giản (拓跋簡), Thư Cừ phu nhân sinh
  - Hà Gian Hiếu vương Thác Bạt Nhược (拓跋若), Ất phu nhân sinh
  - An Phong Khuông vương Thác Bạt Mãnh (拓跋猛), Duyệt phu nhân sinh
  - Hàn Ai vương Thác Bạt An Bình (拓跋安平), Huyền phu nhân sinh